# Пролетарский завод
Пролета́рский заво́д — машиностроительное предприятие в Санкт-Петербурге, производитель судового оборудования и средств технологического оснащения для судостроения. Прежние названия завода — Александровский чугунолитейный, Александровский литейный и Александровский механический. Входит в состав Объединённой судостроительной корпорации.

## История

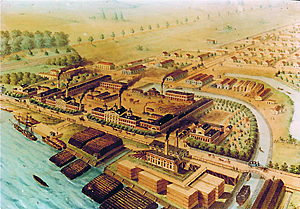
Александровский чугунолитейный завод. Панорама 1840 года

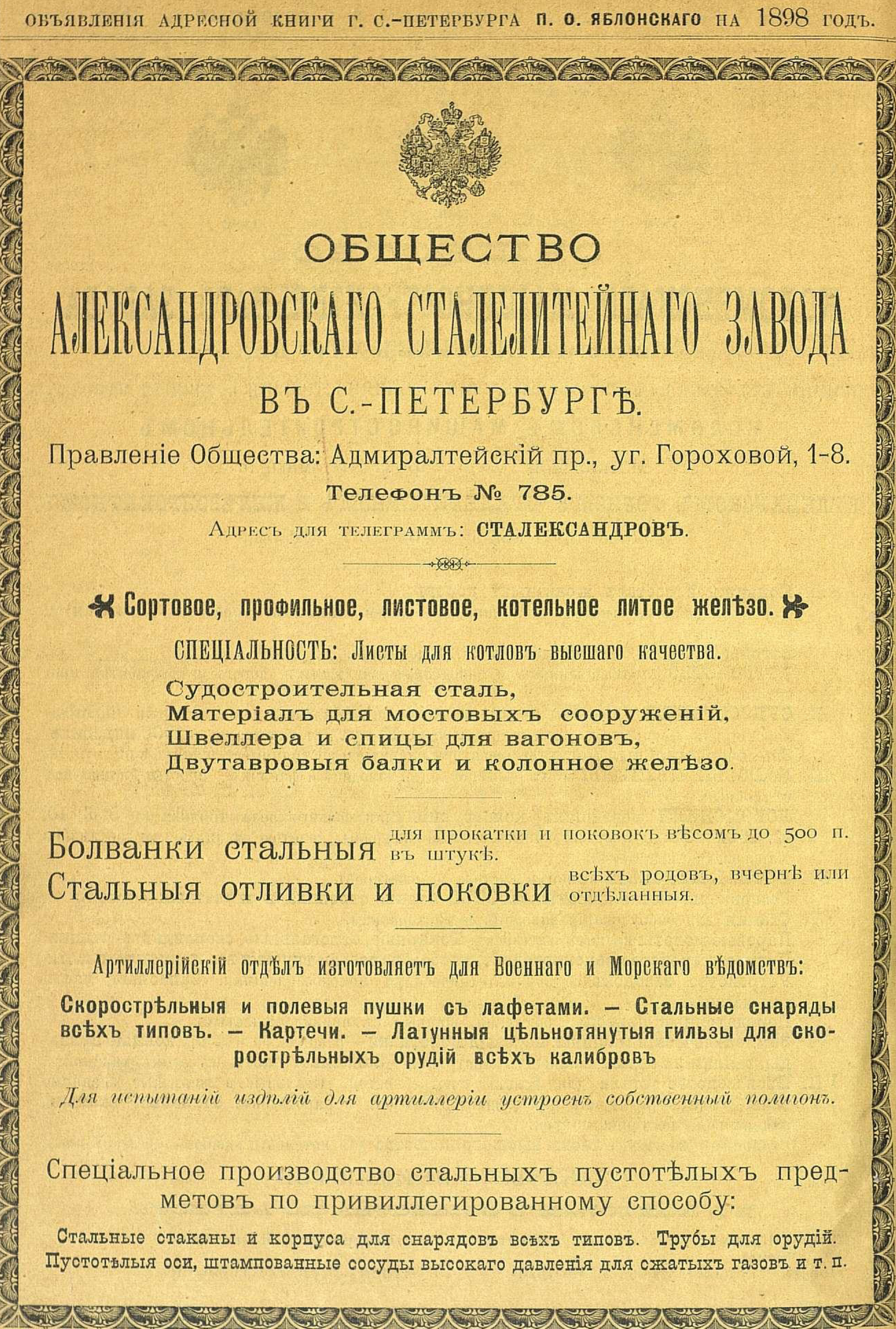
Реклама продукции завода, 1898 год.

В 1789 году в Кронштадте был создан казённый литейный завод для переплавки негодных пушек и ядер. В 1801 года было решено перенести его из Кронштадта в Санкт-Петербург и разместить на Петергофской дороге. Однако на новую площадку перевели лишь одну печь и менее половины персонала. В результате вместо одного завода получилось два: Кронштадтский литейный и Санкт-Петербургский чугунолитейный, и оба они входили в состав Олонецких горных заводов.
Санкт-Петербургский чугунолитейный завод был перенесён на седьмую версту Шлиссельбургского тракта после разрушительного наводнения 1824 года и отстроен заново под руководством его первого директора Матвея Кларка.
Предприятие, получившее название «Александровский литейный завод», состояло под управлением Департамента горных и соляных дел и расположилось на левом берегу Невы, на углу Шлиссельбургского и Александровского проспекта.
В 1827 году с заводской верфи был спущен первый пароход «Наследник Александр», построеный по чертежам К. А. Глазырина. В 1829 году был построен пароход «Нева», получивший известность благодаря своему путешествию по маршруту Кронштадт-Стокгольм-Копенгаген-Лондон-Лиссабон-Гибралтар-Мальта-Константинополь-Одесса. Возглавлял морское странствие, продлившееся с 17 августа 1830 по 2 марта 1831 года, сам Матвей Кларк, матросы, кочегары и мастеровые были набраны из служащих Александровского завода.
За первые десять лет своего существования на заводе было построено 17 пароходов.
В 1834 году на Александровском литейном заводе были изготовлены два опытных образца металлической подводной лодки Шильдера.
Кроме этого К. А. Шильдер в 1836 году заказал на заводе постройку трёх паромных пароходов с ледокольнопильным механизмом. Одна из четырёх опытных подводных лодок О. Б. Герна также была построена на Александровском заводе в 1863 году.

### Александровский механический завод
С началом строительства первой российской государственной железнодорожной магистрали между С-Петербургом и Москвой по инициативе П. П. Мельникова завод переводится в ведомство Департамента путей сообщения и называется Александровским главным механическим заводом Петербурго-Московский железной дороги. В 1844 году для переоборудования завода нанимаются американские концессионеры Эндрю Иствик, Джозеф Гаррисон и Томас Уайненс, а в 1868 году завод переходит в собственность Главного общества российских железных дорог. В 1893 году он вновь стал казённым.
Завод выпускал разнообразную продукцию по заказам министерства финансов, военного и морского ведомств, для строительных нужд Петербурга (металлические конструкции мостов и зданий, решетки и т. п.), а также для частных лиц.
С 1845 года на Александровском механическом заводе начинается выпуск локомотивов с различной осевой формулой ходовой части. К открытию первой российской ж/д магистрали в 1851 году были подготовлены к эксплуатации 43 пассажирских (№ 122—164) и 121 товарный паровоз (№ 1-121), а также 2 500 тендеров, и пассажирских вагонов:
- 1845—1848 годы — паровозы серии Д — первый серийный российский товарный паровоз[12].
- 1845—1848 годы — паровозы серии В — первый серийный российский пассажирский паровоз.
- 1858—1859 годы — паровозы серии Е — первый в паровозостроении паровоз с четырьмя движущими осями
- 1858—1859 годы — паровозы серии А — паровозы специального императорского поезда Николая I
- 1863—1867 годы — паровозы серии Г
- 1863—1867 годы — паровозы серии Б
- 1867—1880 годы — паровозы серии Ж
- 1872—1888 годы — паровозы серии К
- 1892—1896 годы — паровозы серии Н — проект паровоза был спроектирован в 1891 году на Александровском заводе под руководством Н. Л. Щукина[13]

В 1872 году завод получил золотую медаль на Политехнической выставке в Москве, а на московской Всероссийской выставке 1882 года — государственный герб «За постройку паровозов и вагонов высокого достоинства и за разные части подвижного состава, изготовляемые заводом в большом размере».
После железнодорожной катастрофы в октября 1888 года император Александр III повелел построить на Александровском механическом заводе императорский поезд для заграничной и российской колеи. По плану строительство 11-вагонного поезда планировали осуществить в 1891—1894 годах, однако, в 1893 году было принято решение о постройке облегчённого поезда 7-вагонного состава. Императорский поезд в 7-вагонном составе был изготовлен на Александровском заводе к февралю 1896 года и передан в эксплуатацию на Петербурго-Варшавской железной дороге, в следующем году к нему было добавлено три дополнительных вагона.
С 1898 года на территории предприятия организовывались Собрания служащих Александровскаго механическаго завода, члены которого могли посещать библиотеку, танцевальные, музыкальные или костюмированные спектакли, а также кататься на коньках или на прогулочных лодках, в зависимости от времени года.
Управляющим Александровским механическим заводом в течение 15 лет был Б. А. Яловецкий.

### Пролетарский завод СССР

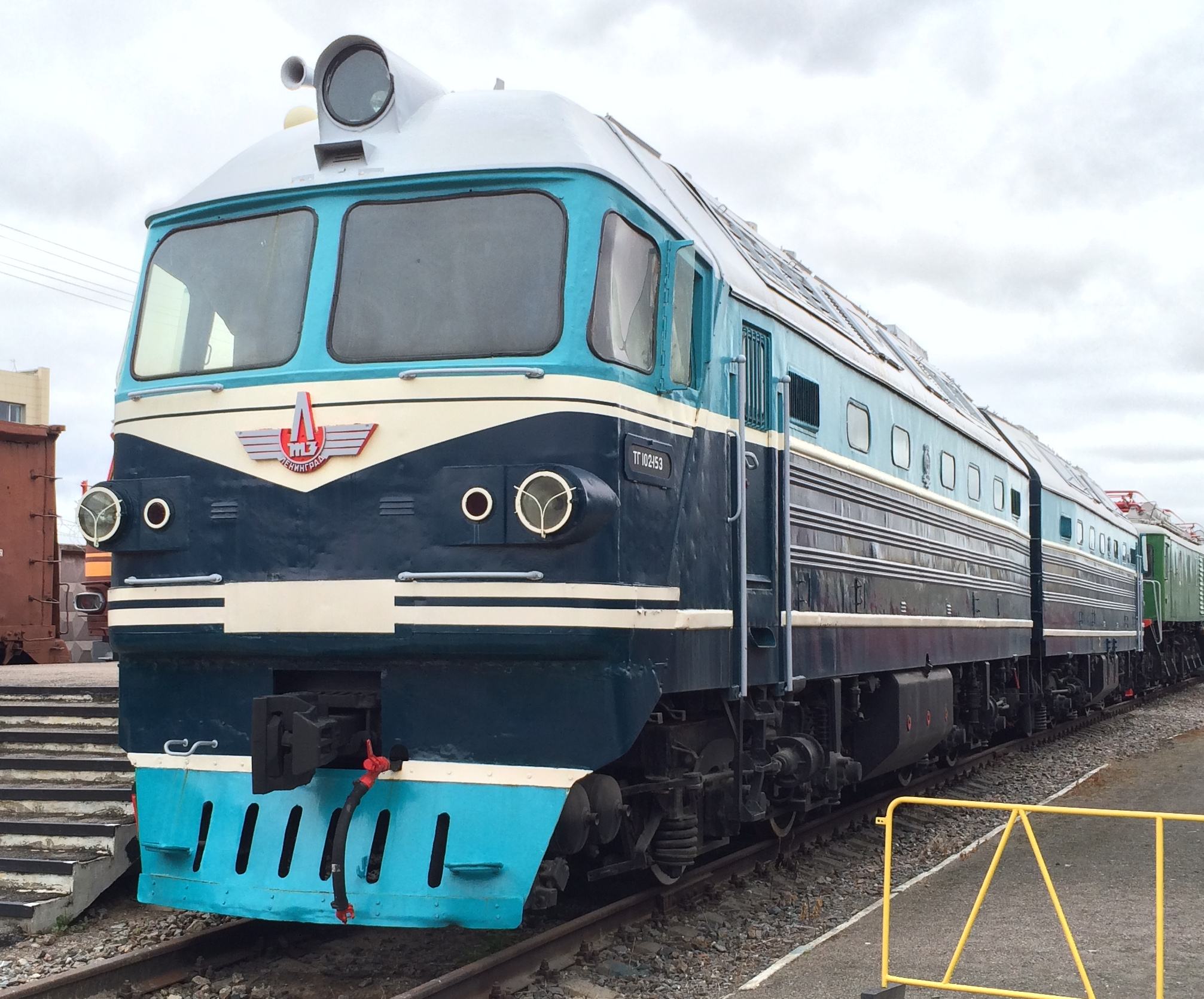
Музейный ТГ102 с эмблемой Ленинградского тепловозостроительного завода

7 ноября 1922 года «Александровский механический завод Николаевской железной дороги» получил название «Пролетарский паровозоремонтный завод Октябрьской железной дороги». В 1931 году паровозные и вагонные мастерские стали двумя самостоятельными заводами — Пролетарский паровозоремонтный (ППРЗ) и Октябрьский вагоноремонтный.
В годы Великой Отечественной войны завод был частично эвакуирован в тыл, на заводе приступили к выпуску военной продукции, снарядов и мин. С началом войны с завода были мобилизованы 1111 человек, ещё 689 человек влились в ряды народного ополчения или партизанские отряды. По мере восстановления к стабильному выпуску профильной продукции паровозоремонтный завод вернулся только в 1944 году.
В 1959 году предприятие было переименовано в «Ленинградский тепловозостроительный завод» и в 1960—1964 годах занималось строительством серии тепловозов ТГ102. После этого завод с железнодорожного машиностроения был перепрофилирован на выпуск судового оборудования, снова получив название «Пролетарский завод».
В 1975 году на территории завода установлена стелла в память о погибших сотрудниках завода в годы Великой Отечественной войны.
В 1976 году, в связи со 150-летием завода, указом президиума Верховного совета СССР «Пролетарский завод» награждён Орденом Октябрьской революции.

## Современность
В декабре 1992 года Пролетарский завод преобразован в акционерное общество.
В настоящее время завод работает в сфере судового и энергетического машиностроения.
На предприятии создаются корабельные механизмы, системы и комплексы, в ряде случаев не имеющие аналогов в отечественной практике. Продукция предприятия поставляется для военных и гражданских судов, включая авианесущие крейсеры, атомные подводные ракетоносцы, супертанкеры. Значителен вклад предприятия в развитие большой энергетики — разрабатывается и производится насосное оборудование для ТЭЦ, ГРЭС, АЭС.
Генеральный директор — Бурцев Игорь Юрьевич

## Санкции
7 апреля 2022 года, на фоне вторжения России на Украину, предприятие включено в санкционный список США как компания связанная с ранее попавшим под санкции холдингом Объединённая судостроительная корпорация так как холдинг «разрабатывает и строит большинство российских военных кораблей, включая и те, которые используются для обстрела городов Украины и причинения вреда гражданскому населению Украины».
19 октября 2022 года завод попал под санкции Украины за разработку и строительство кораблей «которые используются для бомбардировок украинских городов и нанесения вреда гражданам Украины». 21 февраля 2024 года завод включён в санкционный список Канады против организаций связанных с военно-промышленным комплексом»».
По аналогичным причинам завод находится под санкциями Японии и Новой Зеландии.